# Episodi di Mike Hammer investigatore privato (prima stagione)
La prima stagione della serie televisiva Mike Hammer investigatore privato è stata trasmessa in anteprima negli Stati Uniti d'America dalla CBS tra il 28 gennaio 1984 e il 14 aprile 1984.
| nº | Titolo originale          | Titolo italiano | Prima TV USA     | Prima TV Italia |
| -- | ------------------------- | --------------- | ---------------- | --------------- |
| 1  | 24 Karat Dead             |                 | 28 gennaio 1984  |                 |
| 2  | Hot Ice                   |                 | 4 febbraio 1984  |                 |
| 3  | Seven Dead Eyes           |                 | 11 febbraio 1984 |                 |
| 4  | Vickie's Song             |                 | 18 febbraio 1984 |                 |
| 5  | Shots in the Dark         |                 | 3 marzo 1984     |                 |
| 6  | Dead on a Dime            |                 | 10 marzo 1984    |                 |
| 7  | Sex Trap                  |                 | 24 marzo 1984    |                 |
| 8  | Negative Image            |                 | 31 marzo 1984    |                 |
| 9  | The Perfect Twenty        |                 | 7 aprile 1984    |                 |
| 10 | Satan, Cyanide and Murder |                 | 14 aprile 1984   |                 |